# Кеки, Юрий
Юрий Димитри Кеки (итал. Jury Dimitri Chechi, род. 11 октября 1969, Прато, Италия) — итальянский гимнаст, чемпион Олимпийских игр 1996 года, многократный чемпион мира и Европы. Наиболее успешно выступал в упражнениях на кольцах.

## Биография
Юрий Кеки родился в 1969 году в Прато. Родители назвали его в честь советского космонавта Юрия Гагарина. Он был слабым ребёнком, но когда его сестра стала заниматься гимнастикой в гимнастическом обществе «Этрурия», он в семилетнем возрасте тоже решил туда ходить на занятия. Родители поддержали выбор сына. В 1977 году Юрий выиграл чемпионат региона Тоскана.
В 1984 году Кеки вошёл в национальную юношескую сборную по гимнастике, и переехал в Варезе, чтобы заниматься в зале знаменитого спортивного общества «Варезе». Тренируясь под руководством Бруно Франческетти, Юрий с 1989 по 1995 годы шесть раз подряд становился чемпионом Италии, побеждал на Средиземноморских играх, Универсиадах, 4 раза становился чемпионом Европы, и 6 раз — чемпионом мира.
В 1988 году Юрий Кеки принимал участие в Олимпийских играх в Сеуле, но неудачно. При подготовке к Олимпийским играм 1992 года в Барселоне он повредил ахиллово сухожилие, и не смог принять в них участия как спортсмен, но отправился в Испанию в качестве телекомментатора. После того, как с 1993 по 1997 годы он 5 раз подряд становился чемпионом мира в упражнениях на кольцах, пресса стала называть его «Властелином колец» (намекая на роман Дж. Толкиена, который являлся одной из любимых книг Юрия). В 1996 году ему удалось наконец завоевать золотую олимпийскую медаль на Играх в Атланте.
В 1997 году Юрий Кеки объявил об окончании спортивной карьеры, но два года спустя вернулся к состязаниям. В 2000 году, готовясь к Олимпийским играм в Сиднее, он серьёзно повредил сухожилие на руке, и казалось, что теперь ему придётся навсегда оставить спорт, однако в 2003 году он пообещал отцу, что вернётся к тренировкам для Олимпийских игр в Афинах. На открытии Олимпиады-2004 Юрий Кеки был флагоносцем итальянской сборной, и в итоге, неожиданно для всех, завоевал бронзовую медаль. После этого он стал командором ордена «За заслуги перед Итальянской Республикой».
Вскоре после окончательного ухода из спорта Кеки получил степень Honoris causa в области физвоспитания от Университета региона Молизе. 10 февраля 2006 года он участвовал в церемонии открытия Зимних Олимпийских игр в Турине. В настоящее время снимается в телесериалах, участвует в телепрограммах и занимается общественной деятельностью.